# Die Harzreise

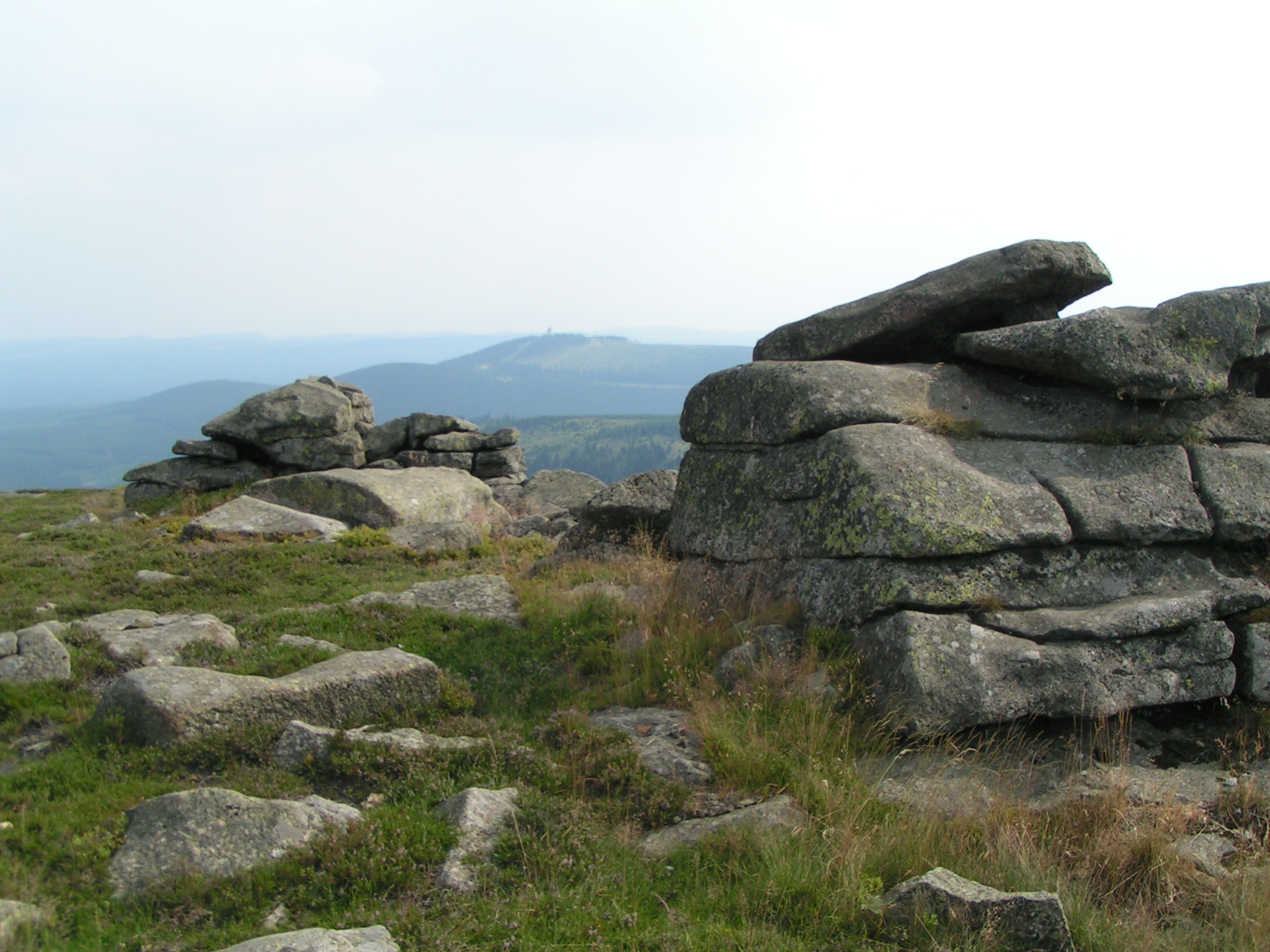
Blick vom Brocken zum Wurmberg. Hexenaltar (links) und Teufelskanzel (rechts).

Die Harzreise ist der Titel des ersten Reiseberichts Heinrich Heines, den er als Göttinger Student nach einer Wanderung im Herbst 1824 verfasst hat. Der Text wurde 1826 im ersten von vier Bänden der Reisebilder im Verlag Hoffmann & Campe in Hamburg veröffentlicht, war Heines erster großer Publikumserfolg und ist bis heute einer seiner beliebtesten Texte.

## Inhalt

### Überblick
Heinrich Heine schildert in seinem Buch den ersten Teil seiner Harz-Wanderung von Göttingen aus durch das Weender Tor über das Harzvorland zum Brocken und den Abstieg durch das Ilsetal nach Ilsenburg und vergleicht die Stadtrundgänge mit Gottschalks Reiseführer. Stationen sind Nörten, die Wirtshaussonne in Northeim, Osterode (Übernachtung), Osteroder Burgruine, Lerbach, Klausthal (Besichtigung der Gruben Dorothea und Karolina), Zellerfeld (Übernachtung in der Krone), Goslar (Übernachtung), Aussicht auf den Rammelsberg, nahe der Harzburg, Übernachtung beim Bruder des Klausthaler Steigers nahe Goslar (dreiteiliges Gedicht), Brocken (Übernachtung im Brockenhaus), Ilsestein.
Der Autor fügt in die Form des traditionellen Reiseberichts satirische Skizzen mit spöttischen Beschreibungen der akademischen Traditionen und des kleinstädtisch-bürgerlichen Philistertums ein und nutzt seine Beobachtungen und seine Gespräche mit anderen Wirtshausgästen und Reisebekanntschaften für seine Kritik an zeitgenössischen literarischen und gesellschaftlichen Entwicklungen. Als Gegengewicht zum Brocken-Romantik-Tourismus schildert er, teils in Gedichtform, die ursprüngliche Naturidylle des Ilsetals und die volkstümliche Märchen- und Sagenwelt der Land- und Bergleute.

### Die Stadt der Würste und der Universität
Das Motiv für Heines Reise ist offenbar sein Überdruss am Leben in der Stadt Göttingen, „berühmt durch Würste und Universität“, die einem am besten gefällt, „wenn man sie mit dem Rücken ansieht“. Er beschreibt mit vielen Beispielen, in Erinnerung an seine erste Göttinger Zeit, das „graue, altkluge Ansehen“ und die vollständige Einrichtung mit einem grotesken Sammelsurium aus „Schnurren, Pudeln, Dissertationen, Thee dansants, Wäscherinnen, Kompendien, Taubenbraten, Guelfenorden, Promotionskutschen, Pfeifenköpfen, Hofräten, Justizräten, Relegationsräten, Profaxen und anderen Faxen“. In einem Rundumschlag verspottet der Autor die große Zahl, „wie Kot am Meer“, der „Philister“, die „ordentlichen und unordentlichen Professoren“, die verstaubtes, lebloses Wissen lehren, die Universitätspedelle, die wachsam aufpassen müssen, „dass keine neuen Ideen […] von einem spekulierenden Privatdozent eingeschmuggelt werden“ und die hordenweise Trinklieder johlenden, von ihrem uralten Gesetzbuch, dem Komment, regierten Studenten mit ihren vielfältigen Mützen. Selbst alltägliche Dinge, wie die Füße der Göttingerinnen, würden in Seminararbeiten mit ihrem strengen schematischen Aufbau zu einem trocken akademischen Diskurs. Sogar im Traum (in Osterode) verfolgt die Titanin der juristischen Fakultät den Autor mit ihrem so laut schwatzenden und zankenden Gefolge, dass die Decke des historischen Saals einzustürzen drohte.

### Naturerlebnis

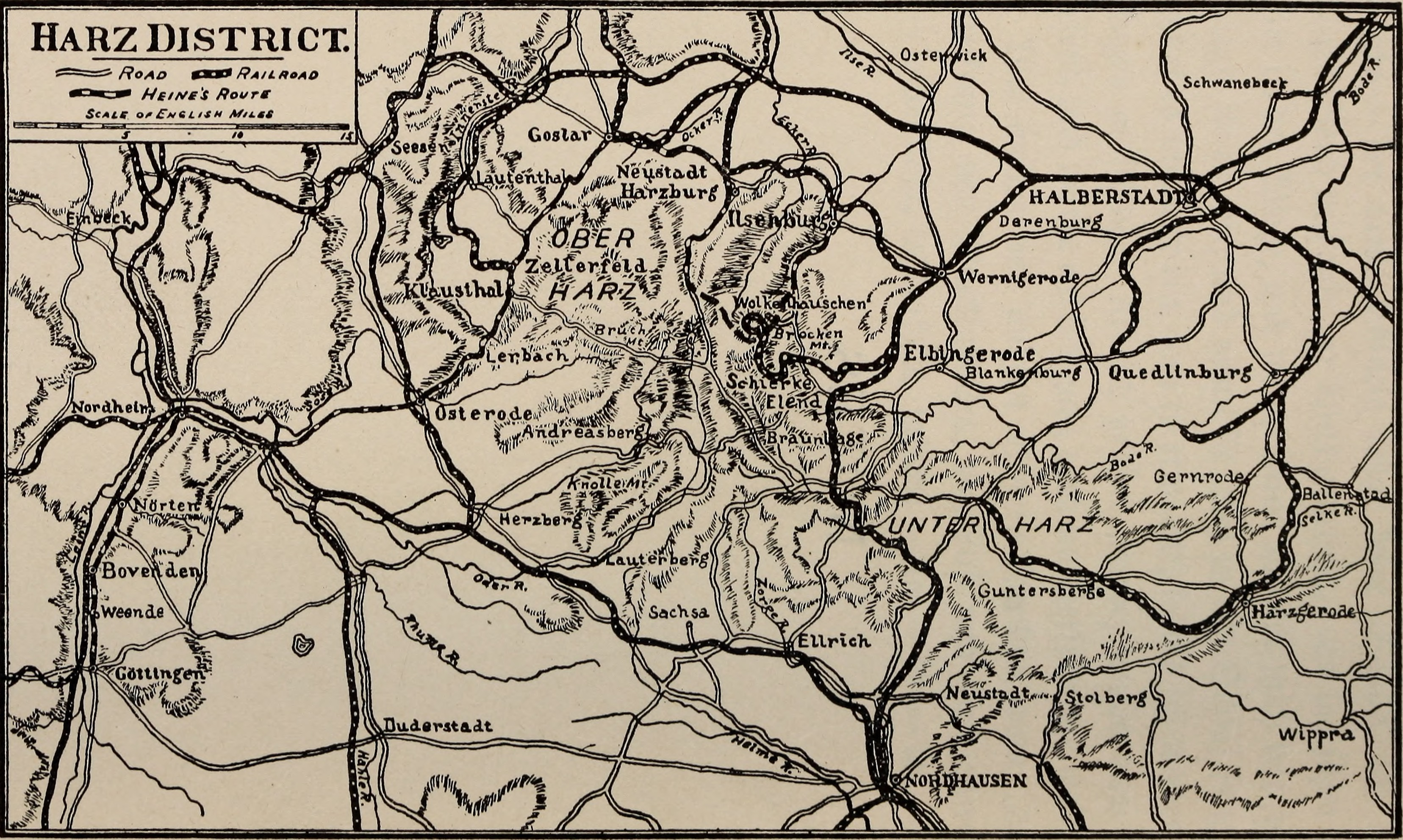
Heines Wandergebiet (Karte von 1912)

Heine verlässt mit frischer Morgenluft die Stadt und will, wie im Eingangsgedicht als Motto angegeben, auf die Berge steigen, „wo die Brust sich frei erschließet, Und die freien Lüfte wehen.“ Je mehr er sich dem Harz nähert, und v. a. auf dem Brocken und im Ilsetal, vermehren sich die, teils ironisch gefärbten, Naturbeschreibungen: hübsche Wiesentäler, silberne Wasser brausen, Waldvögel zwitschern, Geläut der Herdenglöckchen, „mannigfach grüne Bäume“, von der „lieben Sonne goldig angestrahlt“, und oben „die blauseidene Decke des Himmels so durchsichtig, dass man tief hineinschauen konnte, bis ins Allerheiligste, wo die Engel zu den Füßen Gottes sitzen und in den Zügen seines Antlitzes den Generalbass studieren.“ In den lyrischen Einlagen der Reiseerzählung, z. B. im Ilse-Gedicht, verbindet der Autor die Naturschilderung mit Märchenmotiven.

### Brockenromantik-Tourismus
In den Wirtshäusern trifft er allerdings immer wieder auf ironisch beschriebene bürgerliche Gäste, wie in Northeim einen inklusive Brille grün gekleideten Herrn mit korpulenter Gemahlin und magerer Schwester. Besser gefallen ihm die Flirts mit ländlichen Mädchen, z. B. in Goslar. Den Brocken mit seinem Kahlkopf und zuweilen weißer Nebelkappe erlebt Heine mit einem „Anstrich von Philiströsität, aber, wie bei manchen anderen großen Deutschen, geschieht es aus purer Ironie.“ Die Touristen, unter ihnen viele Göttinger Studenten, trinken sich mit Bier, Wein und Punschbowlen in eine sentimentale Wehmutsstimmung und singen romantische Lieder. In einer satirisch gestalteten grotesken Situation öffnen zwei schöne berauschte Jünglinge anstelle der Fensterflügel die Kleiderschranktüren, preisen hymnisch die wehenden „Lüfte der dämmernden Nacht“, die „erquickende“ ihre Wangen kühlen, glauben von „des Berges wolkigem Gipfel“ herab die „schlafenden Städte der Menschen“ und die blinkenden blauen Gewässer zu erblicken und vergießen wehmütig Tränenströme.

### Volkstümliche Märchen und Sagen
Meist läuft Heine allein, gelegentlich trifft er auf volkstümliche Gestalten wie einen sentimentale Lieder singenden Schneidergesellen als Begleiter oder einen kleinen Jungen, der ihm von den „Kropfleuten“ und „weißen Mohren“ im Dorf Lerbach erzählt. Solche Begegnungen lassen ihn über die volkstümliche Verbindung der Natur mit Sagen und Märchen nachdenken, v. a. bei Kindern, aber auch bei Bergarbeiterfamilien in Zellerfeld (Bergmärchen): „Nur durch solch tiefes Anschauungsleben, durch die ‚Unmittelbarkeit‘ entstand die deutsche Märchenfabel, deren Eigentümlichkeit darin besteht, dass nicht nur Tier und Pflanzen, sondern auch ganz leblos scheinende Gegenstände sprechen und handeln. Sinnigem, harmlosen Volke in der stillen umfriedeten Heimlichkeit seiner niederen Berg- oder Waldhütten offenbarte sich das innere Leben solcher Gegenstände, diese gewannen einen notwendigen konsequenten Charakter, eine süße Mischung von phantastischer Laune und rein menschlicher Gesinnung“. Abends fällt ihm in Goslar beim Betrachten des Mondes über dem Rammelsberg eine slawische Sage ein und aus seinem Herzen ergießen sich die Gefühle der Liebe „sehnsüchtig in die weite Nacht“: „ergießt euch, ihr Düfte meines Herzens ! und sucht hinter jenen Bergen die Geliebte meiner Träume“. In Zellerfeld träumt er von einem Ritter-erlöst-eine Prinzessin-Märchen und vermischt es mit seinem Grubenerlebnis, allerdings mit einem desillusionierende Ende. Als Abschluss seines Reiseberichts erzählt Heine verschiedene Versionen der Sage von der Prinzessin Ilse und ihrem Zauberschloss am Ilsestein und schenkt als Paris den Apfel der Göttin Ilse und nicht ihren Rivalinnen Bode und Selke.

### Diskurs über Vernunft und Mystik
In dieser Stimmung wehrt sich Heine, da er sich zur Zeit als Mystiker fühlt, gegen den rationalistischen Blick des Hofrats B., des Verfassers von „Die Religion der Vernunft“, den er in Goslar trifft. Aber er verkennt nicht den „unschätzbaren Wert der rationalistischen Bemühungen“, die „manches verjährte Übel“ fortgeräumt haben, „besonders den alten Kirchenschutt, worunter so viele Schlangen und böse Dünste. Die Luft wird in Deutschland zu dick und auch zu heiß, und oft fürchte ich zu ersticken oder von meinen geliebten Mitmystikern in ihrer Liebeshitze erwürgt zu werden.“ Andererseits fürchtet er, dass ein Vernunftabsolutismus „das Herrliche aus dem Leben herausphilosophiert, alle Sonnenstrahlen, allen Glauben und alle Blumen, und es bliebe nichts übrig als das kalte, positive Grab“. Doch die Natur selbst habe dem Rationalismus seine Grenzen gesetzt, „unter der Luftpumpe“ könne es der Mensch nicht aushalten. In einer Vision erscheint ihm um Mitternacht ein Gespenst, das ihm unter Berufung auf Kants „Kritik der reinen Vernunft“ vergeblich beweisen will, dass seine Erscheinung eine Täuschung seiner Phantasie sei. Heine sucht die Verbindung der Außen- mit der Innenwelt: „Unendlich selig ist das Gefühl, wenn die Erscheinungswelt mit unserer Gemütswelt zusammenrinnt, und grüne Bäume, Gedanken, Vogelgesang, Wehmut, Himmelsbläue, Erinnerung und Kräuterduft sich in süßen Arabesken verschlingen.“

## Entstehungs- und Publikationsgeschichte

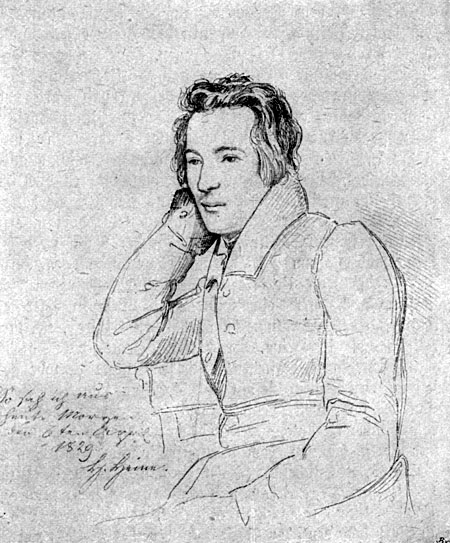
Heinrich Heine 1829. Zeichnung von Franz Theodor Kugler

Heine kannte Göttingen aus seinem Wintersemester 1820/21, das er wegen einer unerlaubten Duellforderung an einen Kommilitonen abbrechen musste. Während seiner zweiten Studienzeit an der Georg-August-Universität in Göttingen 1824–1825, die Heine mit der Promotion zum juristischen Doktortitel abschloss, wanderte er vom 14. bis 21. September 1824 von Göttingen über Goslar zum höchsten Berg des Harzes, den Brocken. Anschließend setzte er diese Reise fort: nach Eisleben, Halle, Jena, Weimar, Kassel und zurück nach Göttingen.
Nachdem der Autor, der seit 1815 regelmäßig literarisch schrieb, bisher Gedichte und Tragödien veröffentlicht hatte, sind die Reisebilder sein erstes publiziertes Prosastück. Seine Harzer Reiseeindrücke erschienen zuerst in einem durch preußische Zensureingriffe „vielfach verstümmelte[n] Abdruck“ in 14 Folgen im Januar und Februar 1826 in der von Friedrich Wilhelm Gubitz herausgegebenen Berliner Zeitschrift Der Gesellschafter oder Blätter für Geist und Herz. Für den Buchdruck veränderte Heine seine erste Fassung: Neben der Auffüllung der Zensurlücken schrieb er Anfang und Schluss neu. Heine selbst bezeichnete die Aufzeichnungen als Fragment. Die Harzreise (Bd. 1 der Reisebilder) ist Heines erstes bei Hoffmann & Campe in Hamburg erschienenes Buch. Der Verlag publizierte später alle Heine'schen Schriften.

## Rezeption und Adaptionen

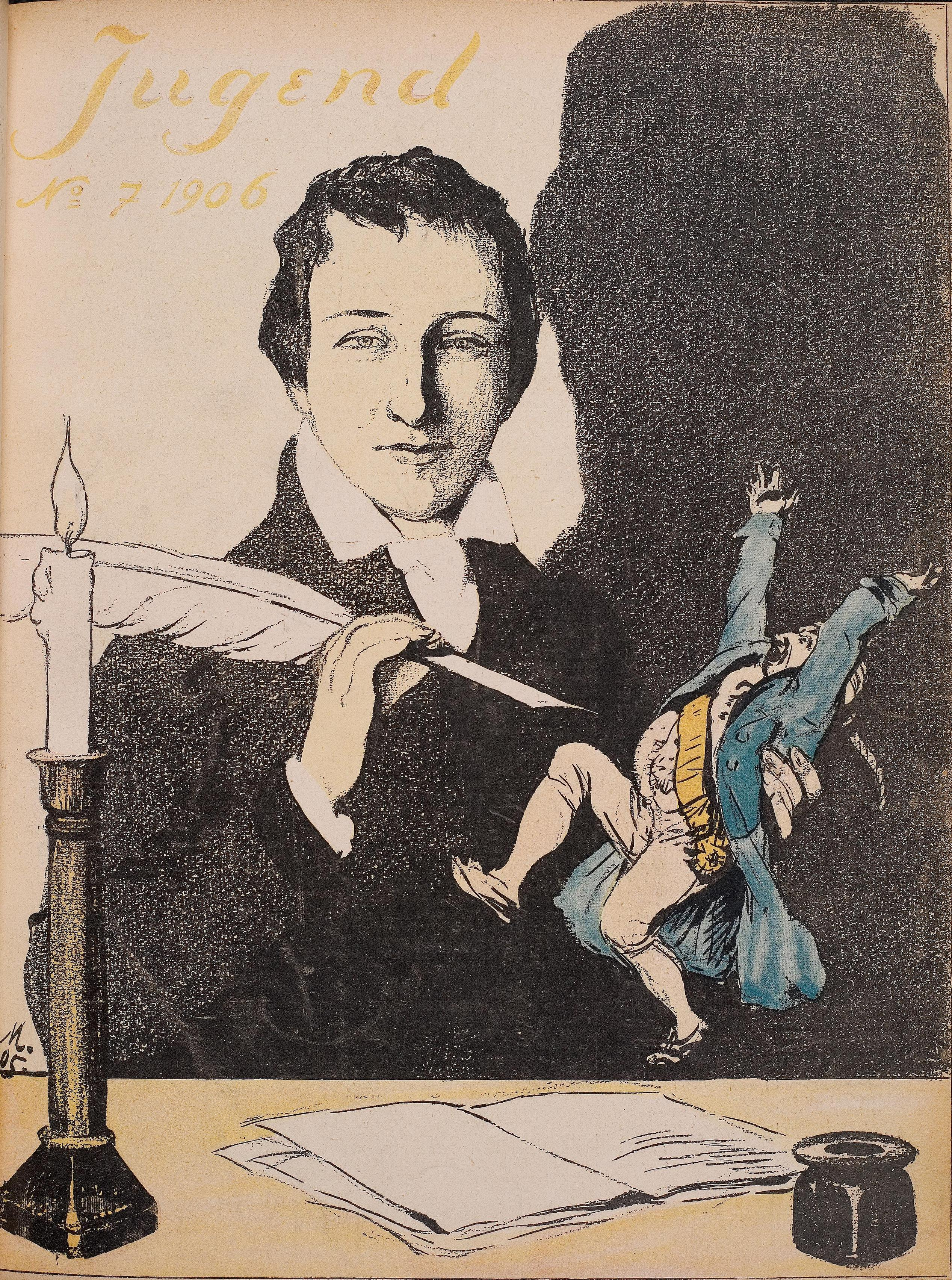
Titelbild der Zeitschrift Jugend, 1906, Bd. 7. Illustration von Adolf Münzer

Heines erstes publiziertes Prosastück mit seinem „Gemisch aus trockenem Witz, schwärmerischer Naturschilderung, beißender Zeitsatire, realistisch detaillierter Umweltbeschreibung und lyrischen Stimmungsbildern“ machte Heine in der Öffentlichkeit bekannt und zugleich wegen seiner Polemik und Diversität umstritten, wie die Zensur der Erstausgabe zeigt. Eduard Engel zitiert aus einem Brief des Studenten Peters an seinen Freund Philipp Spitta aus dem Jahr 1822, um die zeitgenössische Kritik zu veranschaulichen: „Heine spielt Karten mit seinen tieferen Gefühlen. Nichts scheint ihm heilig genug zu sein, um es nicht dem Witze und seiner verhassten Ironie zu opfern […] Aber man muss ihm auch nicht zu wehe tun: er ist bei all seinen leichtfertigen, boshaften und übermütigen Witzen in den letzten Gründen tieffühlender, weicher Mensch.“
Mit den Reisebildern gelang Heine der literarische Durchbruch. Von der moralisierenden und konservativen Kritik zumeist scharf angegriffen, fand er bei seinen Lesern Anklang. Während seiner Lebenszeit gab es fünf Auflagen, eine Separatausgabe, verschiedene Teilnachdrucke, v. a. des Abschnitts über Göttingen, sowie Übersetzungen in europäische Sprachen, mehrere ins Französische. Eine ganze Generation oppositioneller und unter dem Druck der Zensur leidender junger Schriftsteller folgte später seinem Beispiel und nutzte die Reiseliteratur als ein „Vehikel des Ideenschmuggels“, d. h. über die Darstellung des Fremden in indirekter Weise auf politisch-gesellschaftliche Verhältnisse zu sprechen zu kommen.
Heute gilt Heine als Pionier auf literarischem Neuland, der „als brillanter Plauderer und kenntnisreicher Beobachter“ eine neue Gattung des Reisebildes geschaffen habe: „Seine Reportagen, Feuilletons und Kunstkritiken sind bis heute Muster an Lebendigkeit, Eleganz, Ideenreichtum und Wahrheitsliebe. Als Formen des gehobenen Journalismus eröffneten sie das kommerzielle Zeitalter der Presse.“

### Lesungen
Horst H. Vollmer, Martina Gedeck, Alexander Khuon, Meinhard Zanger, Heiko Ruprecht, Karlheinz Gabor

### Illustrationen
Assel und Jäger stellen zwei Illustrationen vor und kommentieren sie:
- Albert Várada[26]
- Hugo Wilkens[27]

Assel und Jäger nennen noch 6 weitere Harzreise-Illustratoren:
- Marthe Christine Charlotte Engelhorn (1895–1965)
- Hans Hermann Hagedorn (1913–1998)
- Ingeborg Lenz
- Hans Meid (1883–1957)
- Ludwig Stiller (1872–?)
- Jürgen Wölbing (1942–2009)

### Heinrich-Heine-Weg
Heines Reise im September und Oktober 1824, die etwa vier Wochen dauerte, ist mit Hilfe seiner Tagebücher im Wesentlichen rekonstruiert worden. Ein Teil der Harzwanderung wird als Heinrich-Heine-Weg in mehreren Reiseführern beschrieben: Vom Ilsetal zum Brocken: Ilsenburg, entlang des Gebirgsbachs Ilse, auf verschlungenen Waldwegen durch das tief eingeschnittene Ilsetal vorbei am Ilsestein zu den Ilsefällen, durch urwüchsige Buchenwälder und schroffe Felsformationen, Heine-Denkmal, Hermannsklippe, Harzer Grenzweg, vorbei an der Bismarckklippe und dem Kleinen Brocken (1.019 m) zur Brockenkuppe.

### Gedenktafeln

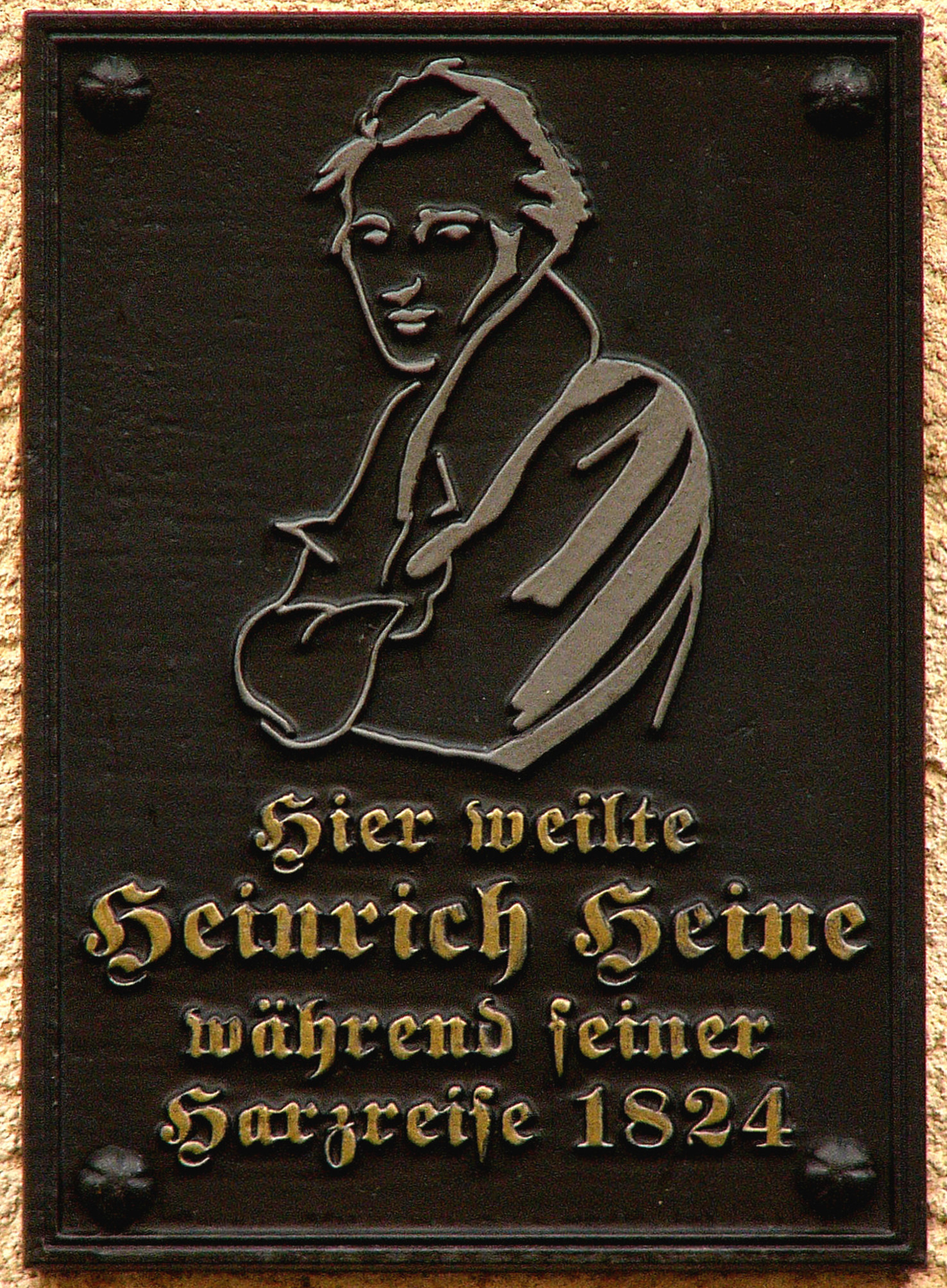
Gedenktafel an Heinrich Heine an der Hauswand Oberstraße 24 in Harzgerode
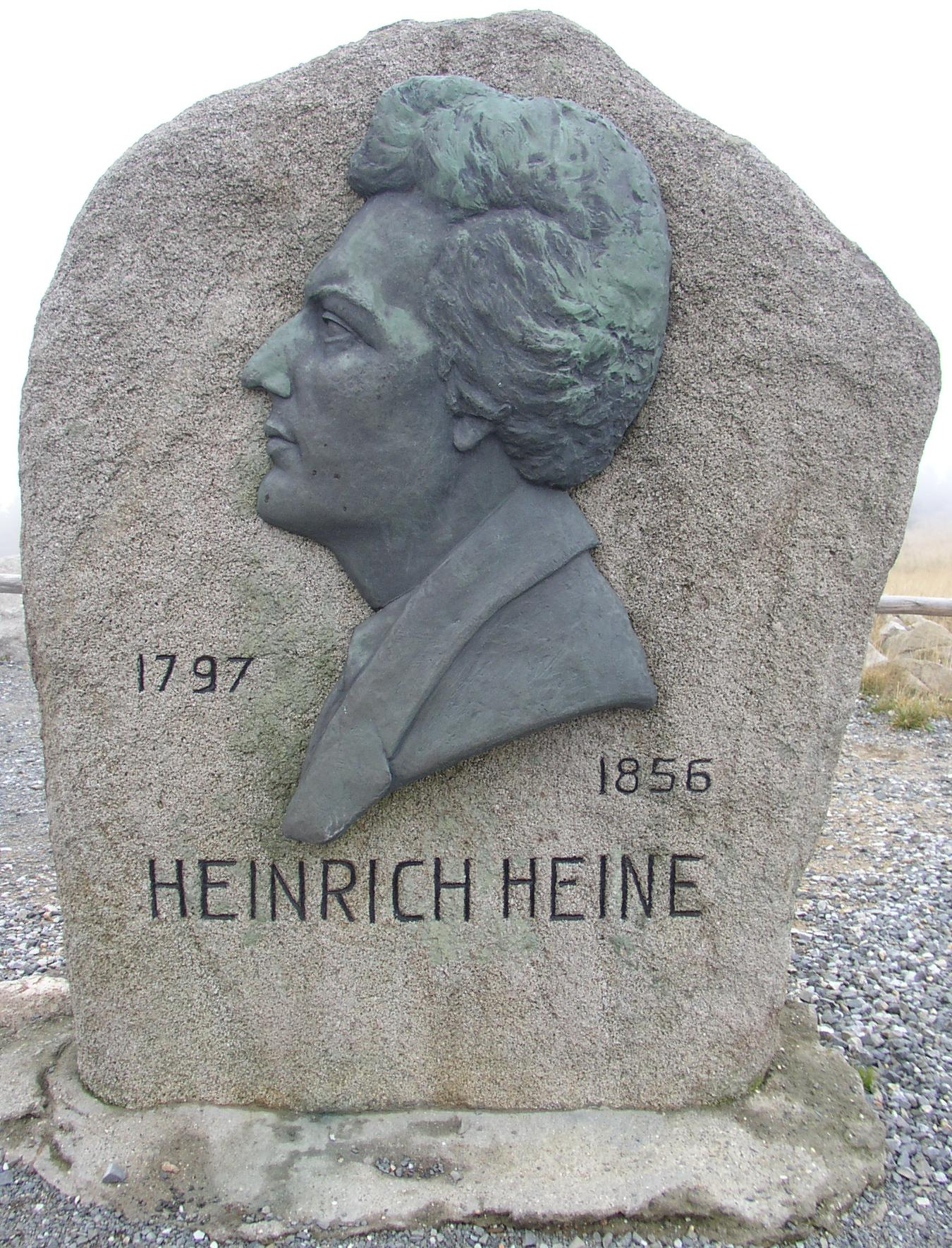
Gedenkstein von Johannes Friedrich Rogge (1898–1983) auf dem Brocken
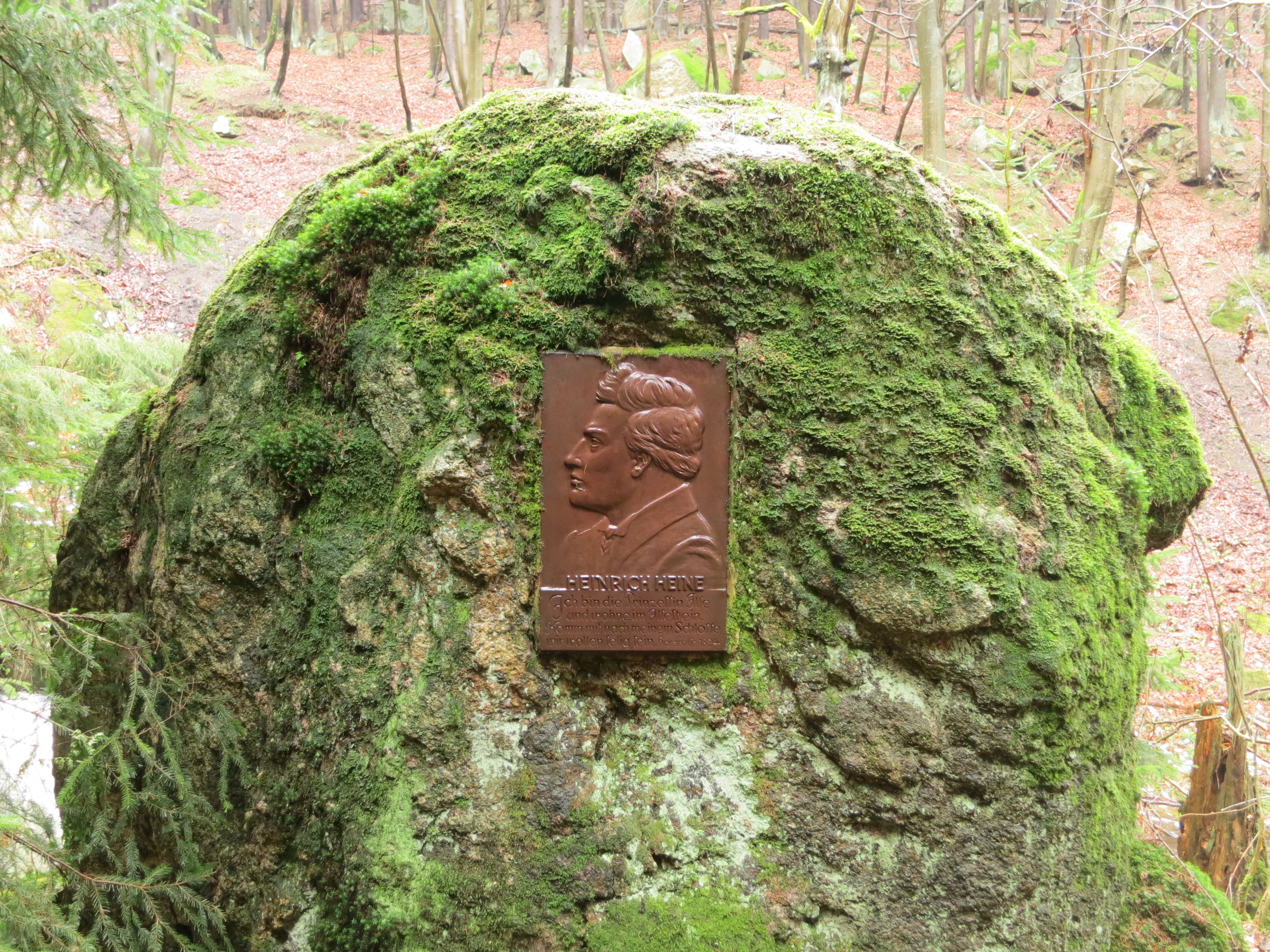
Heine-Stein im Ilsetal
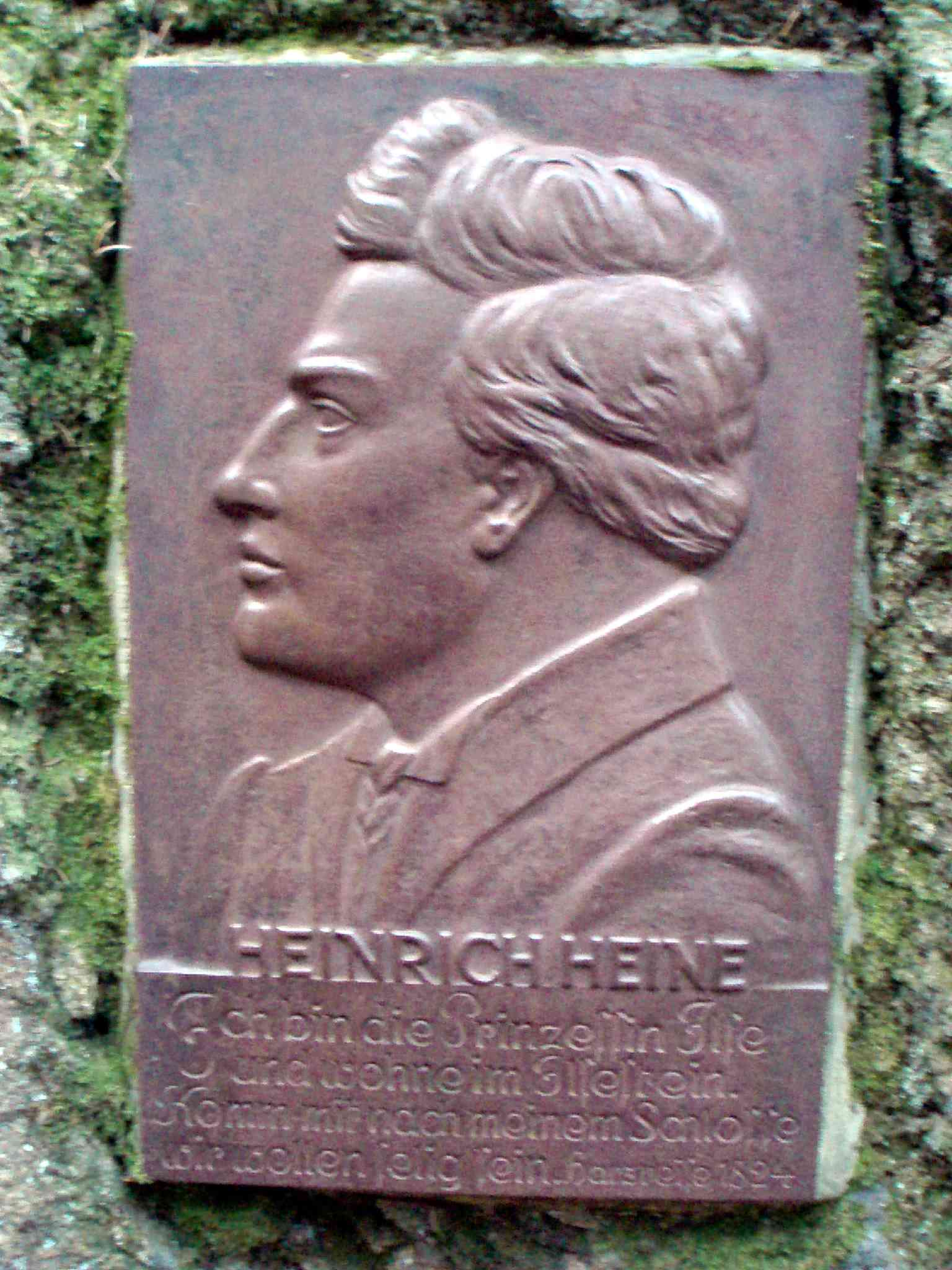
Heine-Gedenkstein im Ilsetal

## Übersetzungen in Fremdsprachen
- ins Russische: Путешествие по Гарцу von Wilhelm Sorgenfrei
- ins Englische: In Pictures of Travel – Taschenbuch von Making of America Project, Heinrich Heine, und Charles Godfrey Leland von BiblioBazaar
- ins Chinesische: 哈尔次山游记 von 冯至
- ins Niederländische: In: Reistaferelen von Wilfred Oranje